# Waterstoniella
Waterstoniella is een geslacht van vliesvleugeligen uit de familie vijgenwespen (Agaonidae). De wetenschappelijke naam van dit geslacht is voor het eerst geldig gepubliceerd in 1922 door Guido Grandi. Hij noemde het geslacht naar James Waterston.

## Soorten
Het geslacht Waterstoniella omvat de volgende soorten:
- Waterstoniella borneana Wiebes, 1982
- Waterstoniella brevigena Wiebes, 1992
- Waterstoniella calcaria Wiebes, 1992
- Waterstoniella cuspidis Wiebes, 1992
- Waterstoniella delicata Wiebes, 1992
- Waterstoniella elisabethae (Grandi, 1923)
- Waterstoniella errata (Wiebes, 1966)
- Waterstoniella fiorii Grandi, 1923
- Waterstoniella grandii Wiebes, 1992
- Waterstoniella jacobsoni (Grandi, 1916)
- Waterstoniella javana Wiebes, 1982
- Waterstoniella malayana Wiebes, 1982
- Waterstoniella masii (Grandi, 1921)
- Waterstoniella modiglianii (Grandi, 1921)
- Waterstoniella obvenata Wiebes, 1992
- Waterstoniella solomonensis Wiebes, 1980
- Waterstoniella straeleni (Grandi, 1932)
- Waterstoniella sumatrana Wiebes, 1982
- Waterstoniella sundaica (Wiebes, 1966)
- Waterstoniella williamsi Wiebes, 1982